# Akodon bogotensis
Akodon bogotensis es una especie de roedor de la familia Cricetidae.

## Distribución y hábitat
Se encuentra en los Andes de Colombia y Venezuela, entre los 2.400 y 3.900 de altitud, en las montañas, bosques con árboles Polylepis, zonas con frailejones Espeletia y terrenos con arbustos o rocas con musgo.

## Descripción
Alcanza una longitud del cuerpo y la cabeza de entre 78 y 90 mm y de la cola entre 62 y 75 mm. El pelaje del dorso es de color marrón negruzco o grisáceo, el del vientre grisáceo, las patas marrón oscuro, la cola negruzca por arriba y marrón claro a plateado por debajo.